# Leo Weber (Pädagoge, 1909)
Leo Weber (* 19. Oktober 1909 in Basel; † 11. März 2000; heimatberechtigt in Riedholz) war ein Schweizer Pädagoge sowie Hochschullehrer.

## Leben
Leo Weber wurde als Sohn des gleichnamigen Solothurner Pädagogen Leo Weber mit einer Zwillingsschwester in Basel geboren, wo seine Eltern damals lebten.
Nach dem Erwerb der eidgenössischen Maturität wandte sich Weber dem Studium der Pädagogik zu, welches er im Jahre 1935 mit der Promotion zum Dr. phil. abschloss. Leo Weber übernahm im Anschluss eine Assistentenstelle an der Universität Zürich, dort habilitierte er sich als Privatdozent für sein Studienfach, 1949 erfolgte seine Wahl zum außerordentlichen Professor, 1955 seine Beförderung zum ordentlichen Professor, 1968 seine Bestellung zum Direktor des Pädagogischen Instituts. Leo Weber wurde im Jahre 1975 emeritiert. Weber trat insbesondere mit Beiträgen zur Systematik und Geschichte der Pädagogik hervor. Er verstarb im März 2000 im Alter von 90 Jahren.

## Publikationen
Autor
- Schichtung und Vermittlung im pädagogischen Denken Georg Kerschensteiners, Dissertation. Gatzer & Hahn, Schramberg (Schwarzwald), 1936
- Pädagogik der Aufklarungszeit. In: Schweizerische pädagogische Schriften. Huber, Frauenfeld, Leipzig, 1941
- Die seelische Entwicklung des Primarschülers. Selbstverlag des Kantonalen Lehrervereins, St. Gallen, 1945
- Die methodische Situation der Gegenwart. In: Unterrichtsformen der Gegenwart, 1953
- zusammen mit Robert Dottrens, Paul Auber: Auf neuen Wegen – moderne Unterrichtsformen in der Schweiz. Schweizerischer Verein für Handarbeit und Schulreform, [S.l.], 1955
- Der Sekundarschüler heute – aus der Sicht der Pädagogik. In: Jahrbuch der Sekundarlehrerkonferenz der Ostschweiz. 1967
- Vom Sinn der Handarbeit im technischen Zeitalter. In: Schweizerische Arbeitslehrerinnen-Zeitung: offizielles Organ des Schweizerischen Arbeitslehrerinnen-Vereins. Schweizerischer Arbeitslehrerinnen-Verein, 1968

Herausgeber
- Zürcher Beiträge zur Pädagogik. Juris-Verlag, Zürich

Mitherausgeber
- Bilden und Erziehen. Morgarten, Zürich, 1961–1964